# Tom Symoens
Tom Symoens, belgijski veslač, * 7. julij 1969, Bruges.
Symoens je za Belgijo nastopil na Poletnih olimpijskih igrah 1992 in 1996.
V Barceloni je veslal v dvojnem četvercu, ki je osvojil 12. mesto, v Atlanti pa v dvojnem dvojcu, ki je končal kot 10.